# Kalinovo
Kalinovo (em alemão: Kalnau; húngaro: Kálnó) é um município da Eslováquia, situado no distrito de Poltár, na região de Banská Bystrica. Tem 39,42 km² de área e sua população em 2018 foi estimada em 2.230 habitantes.

## Demografia
| Ano:        | 1994 | 2004   | 2014   | 2024   |
| ----------- | ---- | ------ | ------ | ------ |
| Broj ljudi: | 2288 | 2319   | 2188   | 2253   |
| Razlika:    |      | +1,35% | -5,64% | +2,97% |

| Ano:               | 2023 | 2024   |
| ------------------ | ---- | ------ |
| Número de pessoas: | 2233 | 2253   |
| Diferença:         |      | +0,89% |